# Enterovirus

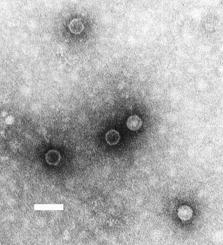
El virus de la Polio es un ejemplo de enterovirus.

Enterovirus es un género de virus de ARN monocatenario de sentido positivo asociado con diversas enfermedades en humanos y otros mamíferos. En estudios serológicos se han identificado 71 serotipos de enterovirus humanos, según los resultados de los test de neutralización de anticuerpos. Se han definido variantes antigénicas adicionales en varios de los serotipos atendiendo a la neutralización cruzada reducida o no recíproca entre diferentes cepas de una misma variante. Atendiendo a su patogénesis en humanos y animales, los enterovirus fueron originalmente clasificados en cuatro grupos: Poliovirus, Coxsackie A, Coxsackie B y Echovirus, pero se observó rápidamente la existencia de solapamientos en las propiedades biológicas de los diferentes grupos. Los Enterovirus aislados recientemente han sido nombrados con un sistema de números consecutivos: EV68, EV69, EV70, etc.
Los Enterovirus afectan a millones de personas en todo el mundo cada año, encontrándose frecuentemente en las secreciones respiratorias (saliva, esputo o moco nasal) y deposiciones de personas infectadas, así como en agua y comida contaminada. Históricamente, la poliomielitis era la enfermedad más significativa causada por un enterovirus. Hoy día conocemos 62 enterovirus, además de los Poliovirus, que causan enfermedades en humanos: 23 Coxsackie A virus, 6 Coxsackie B virus, 28 Echovirus, y otros 5 Enterovirus. Los Poliovirus, así como coxsackie y echovirus se transmiten por la vía fecal-oral. Las infecciones producen sintomatología muy diversa, pudiendo provocar desde una ligera afección respiratoria (resfriado común), enfermedad mano-pie-boca, fiebre aftosa humana, conjuntivitis hemorrágica aguda, meningitis aséptica, miocarditis, enfermedad similar a la sepsis neonatal severa, y parálisis flácida aguda.
Generalmente, los enterovirus tienen un rango de huéspedes relativamente estrecho. La mayoría de los más estudiados son virus humanos, aunque se conocen enterovirus de primates, cerdos, ganado e insectos. El más conocido y estudiado de este grupo son los poliovirus.
- Virus de la Parálisis Aguda de la Abeja
- Enterovirus Bovino
- Virus de la Parálisis Cricket (Drosophila C)
- Virus Gonometa
- Virus Coxsackie Humanos A1-22
- Virus Coxsackie Humano A24
- Virus Coxsackie Humanos B1-6
- Echovirus Humanos 1-9
- Echovirus Humanos 11-27
- Echovirus Humanos 29-34
- Enterovirus Humanos 68-71
- Poliovirus Humano 1
- Poliovirus Humano 2
- Poliovirus Humano3
- Poliovirus Murino
- Enterovirus Porcino
- Enterovirus Simiesco

## Diagnóstico diferencial
Se puede dar un diagnóstico diferencial entre enterovirus y la fiebre de Zika.